# Urocissa
Urocissa este un gen de păsări paseriforme din familia Corvidae. Genul a fost stabilit de ornitologul german Jean Cabanis în 1850. Specia tip a fost ulterior desemnată ca Urocissa erythroryncha. Numele Urocissa combină greaca veche oura care înseamnă „coadă” și kissa care înseamnă „coțofană”.

## Specii
Genul conține cinci specii:
- Urocissa caerulea
- Urocissa erythroryncha
- Urocissa flavirostris
- Urocissa ornata
- Urocissa whiteheadi